# Ares
Ares (grč. Άρης, Arês ili Ἄρεως, Areôs) u grčkoj mitologiji bog je rata, najstariji sin Zeusa i Here. Opisan je kao snažan, kao silnik i svađalica. Aresov je pandan u rimskoj mitologiji Mars.

## Etimologija
Aresovo ime dolazi od grčke riječi αρη = "uništiti" te je on doslovno "uništavač". Druga je mogućnost da dolazi od αρσην = "muškarac".

## Karakteristike
Ares je bio bog ratovanja koje je samo sebi svrhom, radovao se smrti i junaka i običnih smrtnika. Radovali su ga miris krvi, borba, zveket oružja, jauci. Aresa nije zanimao uzrok rata, čak ni ishod, bitno je bilo samo ratovanje. Mrzio je ostale bogove, a i svoje roditelje, a posebice božicu Atenu. Smatran je i praocem Amazonki, plemena ratobornih žena.
Ares je prikazivan u četveropregu s četiri pastuha osedlana zlatnim sedlom koja rigaju vatru. Nosio je bakreni oklop, kacigu i koplje ili eventualno štit.
Njegove su svete ptice orao, djetlić i strvinar. Najdraža mu je životinja bio pas te su crni psići često bili žrtvovani njemu u čast u Sparti. Katkad je prikazivan i sa zmijom.
Dim i Fob (Deimos i Phobos) bili su njegova djeca s Afroditom, a označavali su užas i strah. Također je uz njega bio i Kidem, demon zveketa bitke. Homer u Ilijadi spominje da je sestra i društvo smrtonosnog Aresa boginja nesloge i razdora Erida, a također i Enija, boginja ratnog klanja.

## Mitologija

### Osnivanje Tebe
Ares je bio osnivač Tebe i praotac vodenog zmaja kojeg je ubio Kadmej. Od zmajevih je zubiju nastala rasa boraca, Aresovih potomaka. Da bi se umilio Aresu, Kadmej je oženio Harmoniju, Aresovu i Afroditinu kći. Zbog Harmonije, sve je dovedeno u sklad i osnovana je Teba.

### Ares i Afrodita
U Homerovoj Odiseji Alkinoj pjeva o mitovima. Helije je jednom krišom promatrao Aresa i Afroditu kako uživaju jedno u drugom potajno. To je prijavio olimpskome vijeću, a Hefest je predložio da ih se uhvati na djelu te je stvorio mrežu s kojom je mislio baciti u klopku nedopuštene ljubavnike. U točno određeno vrijeme, Hefest je bacio mrežu i ostavio ih nepomične. No, Hefest nije bio zadovoljan sa svojom osvetom, pozvao je olimpske bogove i boginje da vide par. Boginje su odbile, ali bogovi su došli i komentirali Afroditinu ljepotu te da bi rado mijenjali mjesto s Aresom. Nakon što su ih pustili, Ares je odjurio u svoju domovinu Trakiju. Ares je morao platiti preljubničku kaznu, a Hefest se najvjerojatnije razveo od Afrodite i vratio je njezinu ocu.
U drugoj je inačici priče Ares postavio Alektriona da ih čuva, no on je zaspao. Ares ga je poslije pretvorio u pijevca tako da je osuđen svaki put najavljivati izlazak Sunca.
Uz Dima i Foba, Afrodita mu je rodila i Erosa i Anterosa koji su naslijedili Afroditine dobre osobine, a također i kćer Harmoniju.

### Ares i divovi
Ot i Efijalt, Aloidi, divovi, bacili su Aresa u lance i stavila ga u brončanu urnu u kojoj je ostao 13 mjeseci. Prekrasna je Eribeja, pomajka dvaju divova, rekla Hermesu što su učinili te ga je on spasio, a Artemida je prevarila Aloide rekavši da će se udati za Ota, a to je Efijalta učinilo ljubomornim. Počeli su se svađati, a Artemida se pretvorila u bijelu košutu i stala između njih. Divovi, ujedno i strastveni lovci, bacili su na nju koplja i tako zapravo ubili jedan drugoga.

### Ilijada
Homer u Ilijadi opisuje da Ares nema poštovanja ni odanost prema Temidi, pravednosti. Obećao je Ateni i Heri da će se boriti na strani Ahejaca, ali Afrodita je uvjerila Aresa da se bori na strani Trojanaca. Za vrijeme rata, Diomed se borio s Hektorom i vidio Aresa kako se bori na strani Trojanaca te je pozvao svoje vojnike da se polako povuku. Hera, Aresova majka vidjela je njegovo miješanje te je ohrabrila Diomeda da napadne Aresa te je on bacio koplje na nj, a Atena je usmjerila koplje u Aresovo tijelo koje je pokleknulo nad bolom. Ares se vratio na Olimp prislivši Trojance da se povuku.

## Vanjske poveznice
- Ares u klasičnoj literaturi i umjetnosti (engl.)
- Ares u grčkoj mitologiji (engl.)